# Stilbula leucopoda
Stilbula leucopoda är en stekelart som först beskrevs av Cameron 1909.  Stilbula leucopoda ingår i släktet Stilbula och familjen Eucharitidae. Inga underarter finns listade i Catalogue of Life.